# 关于核武器的争论

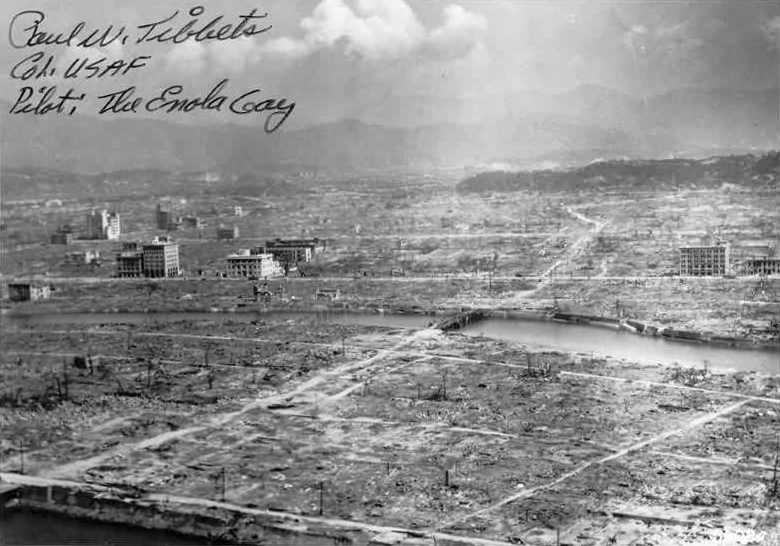
在日本广岛、长崎的两颗原子弹爆炸后，对当地产生了极大的影响。

1945年至年美国和俄罗斯核武器数量图表。

關於核武器的爭論（nuclear weapons debate），公众对于核武器的争论是与核武器的使用以及储备情况相联系起来的。尽管在第一种核武器研发之前，参与曼哈顿计划的科学家们对于如何使用核武器就已存在分歧。1945年8月6号美国在日本城市广岛投下了第一颗“小男孩”原子弹。关于投弹行为在日本无条件投降和美国道德公正性上扮演的角色，已经演化为几十年来具有学术性和普遍性的争论话题。
核裁军计划是指减少或销毁核武器，或者通过完全销毁核武器从而达无核化世界的目的。核裁军支持者们声称通过这种行为可以降低核战争爆发的可能性，尤其是因为意外而引发的核战争。而核裁军反对者们则声称这样做会破坏国家的威慑力。
很多在冷战时期工作过的美国政府官员现在都主张消除核武器。这些官员包括亨利·基辛格、乔治·P·舒尔茨、萨姆纳恩和威廉姆·佩里。2010年1月，劳伦斯·M·库阿斯声称：“为了人类长期的健康和安全而努力减少核武器，或许有一天世界上将没有核武器，没有什么事情比这更重要。”

## 历史

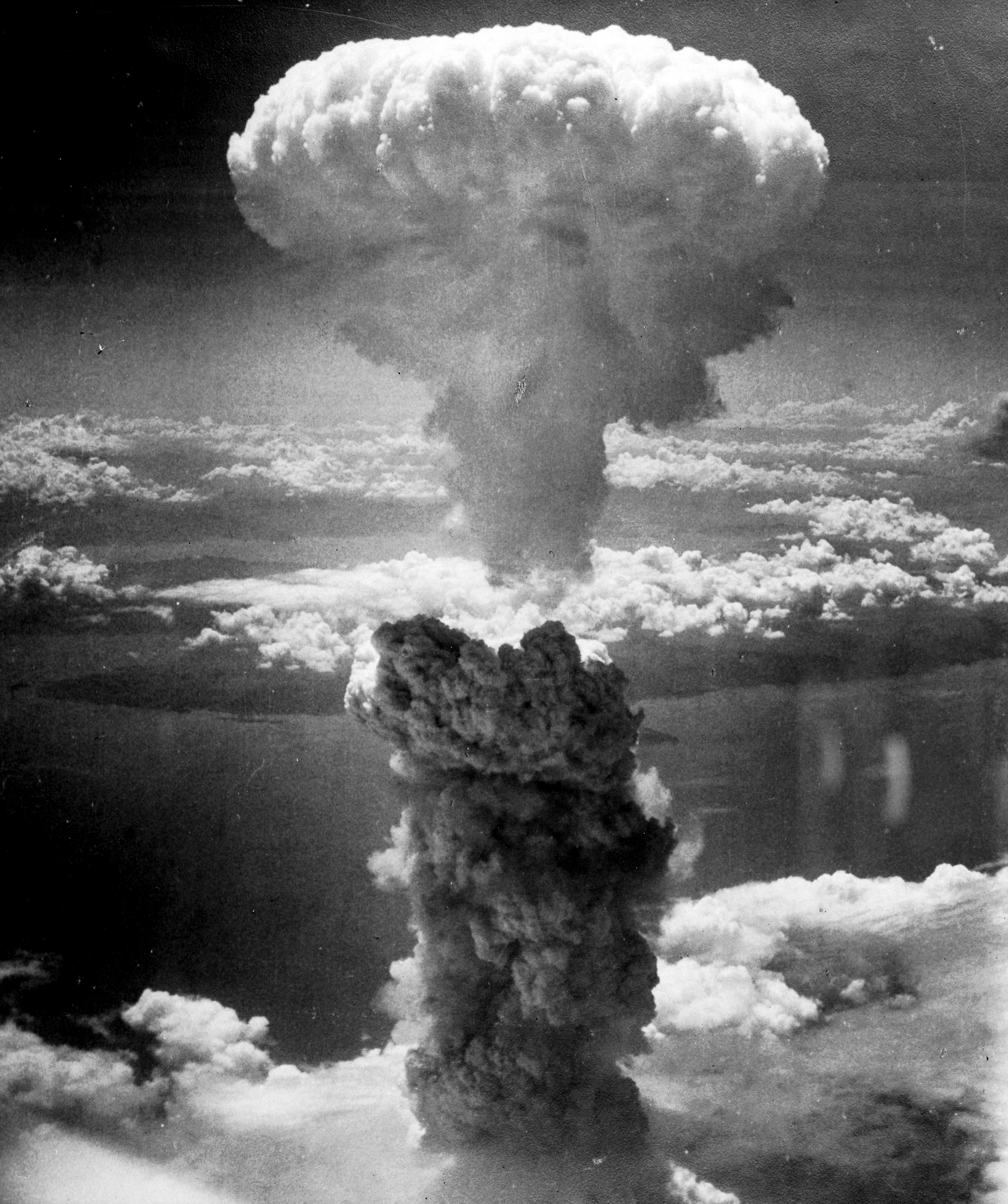
“胖子”原子弹爆炸时的场景。

尽管在第一种核武器研发之前，参与曼哈顿计划的科学家们对于如何使用核武器就存在分歧。一些科学家，特别是以芝加哥大学冶金实验室的里奥·西拉特为代表，曾经游说建造原子弹只是为了对抗德国纳粹的一种威慑性力量，而不应该用于人口稠密的城市。1945年6月的弗兰克报告主张第一颗原子弹应该用于无人居住的地区从而向日本展示其威力，而不是用于毁灭一座城市。但是这项建议并没有得到军事指挥官，美国洛斯阿拉莫斯目标委员会（由其他科学家组成）或政客们的同意。由于曼哈顿计划属于“最高机密”，对于核武器的使用没有进行公开讨论，甚至美国政府也对此计划也知之甚少。
1945年8月6号，“小男孩”原子弹在日本城市广岛上空被投放。爆炸的威力相当于12,500吨三硝基甲苯炸药所释放的威力，原子弹爆炸的冲击波和热波摧毁了将近50,000所建筑并且造成大约75,000人死亡。1945年8月9号，“胖子”原子弹在长崎被投放。关于投弹行为在日本无条件投降和美国道德公正性上扮演的角色，已经演化为几十年来具有学术性和普遍性的争论话题。J.萨缪尔沃克说“对于核武器使用的争议上看去将会持续进行下去”。
在广岛和长崎原子弹事件后，世界核武器储备量开始上升，并且用于测试和展示目的的核武器爆炸超过2,000次,。拥有且承认拥有热核武器的国家（按时间顺序排列）依次是美利坚合众国，苏联，英国，法国，中华人民共和国，印度，巴基斯坦和朝鲜。
自从1994年以来，日本毎年都在联合国大会提出核裁军决议，并以绝对多数的赞成票获得通过。

## 争论
核裁军计划是指减少或销毁核武器，或者通过完全销毁核武器从而达无核化世界的目的。核裁军支持者们声称通过这种行为可以降低核战争爆发的可能性，尤其是因为意外而引发的核战争。在1980年代早期，由于核军备竞赛的复兴，一项普遍的反核运动也浮现出来。1981年10月，500,000抗议人群涌上了意大利主要城市的街头，在波恩超过250,000人进行抗议，在伦敦和布鲁塞尔分别有250,000人和100,000人进行游行示威活动。最大型的反核武器游行抗议活动发生在1982年6月12号，当时有一百万人在纽约进行了反核武器游行活动。1983年10月，横跨西欧的将近300万民群众抗议核导弹发展计划和要求立即停止核武器军备竞赛。
核裁军反对者们则声称这样做会破坏国家的威慑力。威慑力是指当一个国家被袭击后威胁会进行无止境的报复行动的一种战略，这样侵略者就会因为不想遭受巨大的损失而被威慑到。在冷战时期，核武器被视作拥有“核和平”能力，即美国和前苏联都拥有2次核打击报复能力，所以一方消灭另外一方的可能性不存在。
很多在冷战时期工作过的美国政府官员现在都主张消除核武器。这些官员包括亨利·基辛格、乔治·P·舒尔茨、萨姆纳恩和威廉姆·佩里。他们坚信苏联与美国的双边威慑教条主义是过时的，并且依靠核武器而存在的威慑力也正在变为增加的危害性和降低的有效性。

由于世界范围内相对来说最近才拥有核武器的国家之间的军备竞赛，意外，误判或未经授权的发射这些情况正在加剧，而且这些国家缺乏像美国和前苏联那样经过多年发展而来的安全护卫措施。最近一些地位低下的国家也装备了核武器，例如朝鲜（很可能伊朗也会紧随其后）也增加了国际恐慌，就像恐怖分子宣称将会偷窃，购买或建造核设施。只有通过各国一致的努力才能使世界无核化，从而使得恐怖主义趋势被逆转。

一些科学家估计如果两个国家之间爆发一场核战争，那么将会比广岛的爆炸规模大出100倍，这将造成上百万人的丧生。同时核战争所造成的烟尘也将上升到大气层导致覆盖整个地球，这样会使得食物链中断。

## 最近发展情况
近年来，国际社会越来越多的关注朝鲜核试验问题和伊朗关于拒绝停止浓缩铀项目，这样的浓缩铀已经潜在达到核武器要求的水平。世界现在正处于一个崭新并且危险的核时代，同时非国家性质的恐怖主义者将向核武器伸出他们的魔爪，这种可能性正在进一步的上升。一旦恐怖主义分子能够部署核武器，那将意味着大量的生灵涂炭。同时，拥有核武器的非国家性质的恐怖主义分子将意味着“在概念上处于威慑力策略的限制之外并且呈现了一种困难的新型的对安全的挑战”。2010年1月，劳伦斯M库阿斯声称“为了人类长期的健康和安全而努力减少核武器，或许有一天世界上将没有核武器，没有什么事情比这更重要。”

## 延伸閲讀
- M. Clarke and M. Mowlam (Eds) (1982). Debate on Disarmament, Routledge and Kegan Paul.
- Cooke, Stephanie (2009). In Mortal Hands: A Cautionary History of the Nuclear Age, Black Inc.
- Falk, Jim (1982). Global Fission: The Battle Over Nuclear Power, Oxford University Press.
- Murphy, Arthur W. (1976). The Nuclear Power Controversy, Prentice-Hall.
- Malheiros, Tania. Brasiliens geheime Bombe: Das brasilianische Atomprogramm. Tradução: Maria Conceição da Costa e Paulo Carvalho da Silva Filho. Frankfurt am Main: Report-Verlag, 1995. （德文）（葡萄牙文）
- Malheiros, Tania. Brasil, a bomba oculta: O programa nuclear brasileiro. Rio de Janeiro: Gryphus, 1993. （葡萄牙文）
- Malheiros, Tania. Histórias Secretas do Brasil Nuclear. (WVA Editora; ISBN 85-85644087) （葡萄牙文）
- Walker, J. Samuel (2004). Three Mile Island: A Nuclear Crisis in Historical Perspective, University of California Press.
- Williams, Phil (Ed.) (1984). The Nuclear Debate: Issues and Politics, Routledge & Keagan Paul, London.
- Wittner, Lawrence S. (2009). Confronting the Bomb: A Short History of the World Nuclear Disarmament Movement, Stanford University Press.